# Branešci (Serbia)
Branešci (cyr. Бранешци) – wieś w Serbii, w okręgu zlatiborskim, w gminie Čajetina. W 2011 roku liczyła 737 mieszkańców.